# Gauche historique

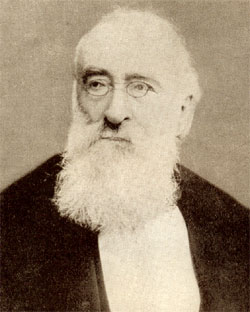
Agostino Depretis

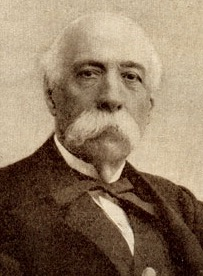
Francesco Crispi

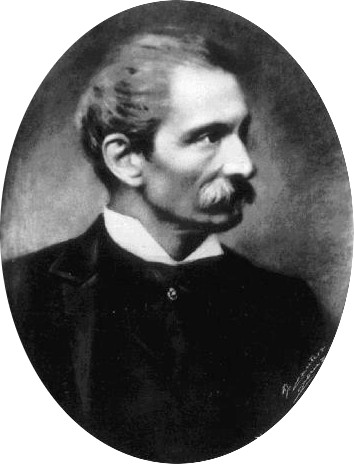
Giuseppe Zanardelli

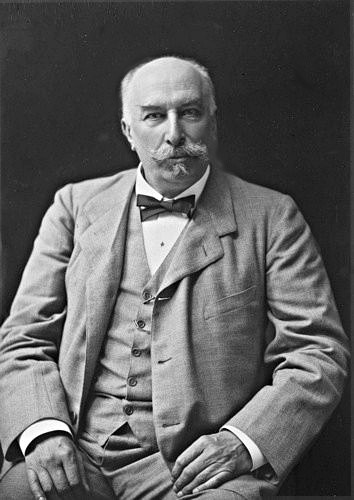
Giovanni Giolitti

La Gauche (en italien Sinistra) est un mouvement politique italien post-risorgimental qualifié d'historique pour la distinguer des partis et des mouvements de masse qui se sont affirmés au cours du XXe siècle. L'époque de la gauche historique va de 1876, année de la « révolution parlementaire » qui provoque la chute de la Droite historique, jusqu'à la « crise de la fin du siècle » (1896) qui débouche sur l'ère giolittienne.

## Contexte
En 1874, les élections politiques ont divisé le pays en deux, le centre et le Nord à la droite et le Sud à la gauche : 220 sièges pour la droite dans le Nord et 56 pour la gauche, 85 sièges pour la droite dans le Sud et 147 pour la gauche. Dans le Nord, la gauche n'est pas faible mais elle est hétérogène ce qui affecte sa capacité d'agir comme force gouvernementale.
La droite se reproche sa politique financière inadaptée au nouvel état unifié, la non-résolution de la question méridionale après la guerre contre le brigandage, de manière générale, des positions excessivement conservatrices et la constitution d'une classe dirigeante formée d'une élite d'intouchable qui empêche le changement et le rajeunissement de cette même classe dirigeante.
L'attente pour le changement de pouvoir se fait de manière spasmodique. Plus d'un intellectuel – par exemple Giovanni Visconti Venosta, frère de ministre Emilio Visconti-Venosta – commence à mettre en garde la grande bourgeoisie industrielle sur le danger de ne pas s'être préparé au moment de la victoire de la gauche.
La bourgeoisie conservatrice craint que le changement de pouvoir soit une catastrophe et par conséquent réagit en sauvant ce qui peut l'être. Les entrepreneurs ont à cœur le maintien de l'ordre établi et l'espoir que, au-delà des inévitables réformes, ils puissent continuer sur la route qu'ils appellent le progrès : essentiellement continuer à faire des affaires.
La bourgeoisie industrielle est intéressée à ouvrir un canal de dialogue avec la gauche pour rendre la transition plus douce et pour avoir la garantie de pouvoir continuer à faire des affaires.
Quant au roi, il ne craint pas tant la gauche, il a déjà commencé un travail qui donnera lieu au transformisme ce qui rend les changements de pouvoirs sans influences.

## Le programme
Tandis - que la droite développe une politique d'unification du territoire et rend toujours plus piémontais l'appareil administratif, la gauche applique une politique de réformes dont les plus importantes sont:
1. La loi instaurant l'école élémentaire obligatoire,
2. L'abolition de la taxe à la mouture,
3. L'extension du droit de vote à partir de 21 ans.

La gauche favorise aussi la naissance de l'industrie lourde du nord dans le triangle Turin, Milan, Gênes mais néglige l'agriculture laissant les paysans dans une condition d'extrême pauvreté les obligeant à émigrer ou à être à la solde des « petits seigneurs » méridionaux.
Les personnalités les plus représentatives de la Gauche historique sont:
- 1) Agostino Depretis, créateur du transformisme en politique intérieure, modéré dans les relations internationales, il adhère à la Triple Alliance avec l'Autriche-Hongrie et l'Empire allemand afin de pouvoir entreprendre une politique coloniale en Afrique. La première phase de cette politique prend fin avec la défaite de Dogali (1887) en Érythrée.
- 2) Francesco Crispi qui lui succède est partisan d'un état autoritaire. Il réprime les révoltes et les grèves, limite la liberté de la presse, augmente les taxes douanières créant le protectionnisme.

En politique étrangère, il continue la politique coloniale de son prédécesseur en Afrique, mais la défaite de l'armée italienne à Adoua en Éthiopie (1896) provoque la chute de son gouvernement.
Les années 1896 - 1900 sont des années sombres caractérisées par une politique répressive. Le roi Humbert Ier est assassiné le 29 juillet 1900. Victor-Emmanuel III lui succède et une politique plus ouverte est mise en place par les gouvernements de Giuseppe Zanardelli et de Giovanni Giolitti.

## Élargissement du suffrage et politique sociale
Le premier président du conseil appartenant à la Gauche historique est Agostino Depretis, chargé par le roi, quelques jours après la démission du gouvernement Minghetti, dernier représentant de la droite historique au gouvernement. La matrice idéologique du regroupement est libéral progressiste, et bien que n'ayant aucun antécédent historique, elle se réfère aux idées mazziniennes, garibaldiennes et par conséquent démocratiques.
Depretis forme un gouvernement qui au-delà de l'appui de la gauche, mouvement dont il fait partie, se maintient aussi grâce à l'appui d'une partie de la Droite, celle qui a contribué à la chute du gouvernement Minghetti.
Dans son action gouvernementale, Depretis cherche les plus amples convergences sur des thèmes précis avec certaines tendances de l'opposition, en donnant vie au phénomène du transformisme.
Les représentants de la gauche historique sont pour la plupart des avocats issus de la moyenne bourgeoisie qui tentent de réconcilier la politique avec le « paese reale » (« pays royal ») en démocratisant et modernisant l'état et le pays.
Une importante réforme concernait l'instruction : la Loi Coppino (1877) rend obligatoire et gratuite l'instruction élémentaire (de 6 à 9 ans d'âge).
La Gauche se bat pour l'élargissement du suffrage, par la Loi électorale italienne de 1882 (Loi Zanardelli) qui accorde le droit de vote à tous les individus de sexe masculin ayant accompli 21 ans et respectant les critères pour le vote: le payement d'un impôt d'au moins 19,8 lires (au lieu des précédentes 40) ou la preuve d'avoir suivi l'instruction élémentaire qui vient d'être élargie. Il est suffisant de montrer que l'on sait lire et écrire).
Avec cette réforme, le corps électoral monte à 6,9 % de la population italienne, par rapport à 2,2 % de 1880.
La volonté de la Gauche historique est d'amplifier le suffrage jusqu'à une utopique universalité ne se basant plus sur le recensement des citoyens mais sur leur véritable instruction.
La Gauche historique prend des mesures aussi dans le domaine administratif, où elle entreprend une décentralisation des pouvoirs dans le domaine social avec l'introduction des premières mesures en faveur des travailleurs.
Une série d'enquêtes est lancée afin d'examiner les conditions de vie de la population rurale: la plus connue est probablement l' enquête Jacini, qui a mis en évidence une malnutrition diffuse (pellagre), une forte mortalité infantile (diphtérie), une grande pauvreté et de mauvaises conditions hygiéniques. Le phénomène de l'émigration est aussi très important.

## Le protectionnisme
En politique intérieure, la Gauche historique a comme objectif l'abolition de la très impopulaire de la taxe à la mouture (it) et en général une politique de dégrèvement fiscaux et des investissements dans le développement industriel du pays.
La Gauche applique une politique protectionniste. En Italie, le principal inspirateur de la nouvelle politique tarifaire concernant le commerce avec l'étranger est Luigi Luzzatti.
La crise économique en Europe (1873-1896) aggrave la misère des journaliers, ce qui entraîne les premières grèves agricoles. Le protectionnisme se manifeste par une intervention directe de l'état dans l'économie.
Les gouvernements italiens de la Gauche, influencés par les groupes industriels du Nord, approuvent en 1878 l'introduction de barèmes douaniers afin de protéger l'industrie textile et sidérurgique. En outre, des aides sont accordés aux secteurs en difficulté et les infrastructures sont développées.
En 1887, afin de faire face à la grande dépression, sont mis en place ce que Antonio Gramsci appelle le « bloc agrario-industriel », entre la classe libérale et progressiste du Nord et les agriculteurs et les exploitants agricoles réactionnaires méridionaux, en étendant les taxes douanières sur la culture céréalière qui est touchée par les exportations de blé en provenance des États-Unis qui avec la réduction des coûts de transport, arrive sur le marché italien à un prix inférieur.
Cette taxe handicape les industriels septentrionaux qui doivent aligner le salaire des ouvriers sur le prix du pain qui augmente artificiellement. Les industriels acceptent ce dommage économique qui est compensé, selon l'historiographie marxiste, par une alliance avec les agriculteurs évitant toute tentative d'émancipation sociale des classes subalternes.
Ce tarif protectionniste réintroduit une « taxe sur la faim » comme au temps de la taxe à la mouture qui handicape le secteur productif méridional du vin et des primeurs déjà en crise depuis la rupture des relations commerciales avec la France causées par le congrès de Berlin et par la politique pro-allemande de Crispi.

## Politique étrangère
En politique étrangère, la Gauche historique de Depretis abandonne l'alliance traditionnelle avec la France, à cause de la crise diplomatique engendrée par la prise de position transalpine sur la question tunisienne. Le royaume d'Italie de fait rejoint la Triple alliance à côté des empires allemand et austro-hongrois, favorisant le développement du colonialisme italien, avec l'occupation de Assab et de Massaoua en Érythrée.

## Fin de la Gauche historique
L'ère de la Gauche historique se termine en 1896, à la suite des élections politiques.
Le gouvernement Depetris se rapproche de l'aile conservatrice du parlement où sont présents les modérés plus progressistes qui sont englobés dans une large coalition.
Les représentants les plus progressistes de la Gauche sont progressivement écartés, donnant naissance à un « grand centre » qui monopolise la vie politique du pays, laissant à des partis moins importants le rôle d'opposition d'extrême gauche.
Cette politique dont la dialectique et la différence idéologique entre les deux ailes du parlement s'estompe est appelée : transformisme, et est rendue possible par la réforme électorale.
Après Depretis, la figure de pointe de la politique italienne de 1887 à 1896 est Francesco Crispi.
Son modèle politique est l'Allemagne de Bismarck, où les tensions sociales entre la classe ouvrière et la bourgeoisie semblent équilibrées. Crispi réprime dans le sang la révolte des faisceaux ouvriers en Sicile et dissout le Parti socialiste italien fondé à Gênes en 1892 par Filippo Turati, mais en même temps il met en route une série de réformes sociales comme la réduction du temps de la journée de travail.
Sous son gouvernement, la politique coloniale est reprise avec plus de vigueur, jusqu'à la défaite d'Adoua (1896), qui signe avec la démission du premier ministre la fin de la Gauche historique.

## La «protestation de l'estomac»
Lors de la crise de la fin du siècle, les problèmes sociaux sont réglés par la force:
- Soulèvement de la Piazza del Duomo à Milan de mai 1898: Le général Fiorenzo Bava-Beccaris n'hésite pas à faire tirer au canon sur la foule qui demande « du pain et du travail » (Massacre de Milan).

Ce soulèvement est la conséquence d'une augmentation du prix du blé due à la diminution des importations de blé depuis les États-Unis qui sont engagés dans la guerre hispano-américaine.

## Résultats électoraux
| Chambre des Députés |                 |      |           |     |                   |
| Année d'élection    | Votes           | %    | Siège     | +/– | Leader            |
| 1861                | 48 875 (2e)     | 20,4 | 62 / 443  | –   | Urbano Rattazzi   |
| 1865                | 98 708 (2e)     | 35,2 | 156 / 443 | 94  | Urbano Rattazzi   |
| 1867                | 126 202 (1er)   | 43,0 | 225 / 493 | 69  | Urbano Rattazzi   |
| 1870                | 92 499 (2e)     | 28,8 | 195 / 493 | 30  | Urbano Rattazzi   |
| 1874                | 150 119 (2e)    | 46,4 | 232 / 508 | 37  | Agostino Depretis |
| 1876                | 243 319 (1er)   | 70,2 | 424 / 508 | 182 | Agostino Depretis |
| 1880                | 146 096 (1er)   | 40,7 | 218 / 508 | 196 | Agostino Depretis |
| 1882                | 695 147 (1er)   | 56,8 | 289 / 508 | 71  | Agostino Depretis |
| 1886                | 804 187 (1er)   | 57,5 | 292 / 508 | 3   | Agostino Depretis |
| 1890                | 1 165 489 (1er) | 78,9 | 401 / 508 | 109 | Francesco Crispi  |
| 1892                | 1 075 244 (1er) | 63,5 | 323 / 508 | 78  | Giovanni Giolitti |
| 1895                | 713 812 (1er)   | 58,6 | 334 / 508 | 11  | Francesco Crispi  |
| 1897                | 799 517 (1er)   | 64,3 | 327 / 508 | 7   | Giovanni Giolitti |
| 1900                | 663 418 (1er)   | 52,3 | 296 / 508 | 31  | Giovanni Giolitti |
| 1904                | 777 345 (1er)   | 50,9 | 339 / 508 | 43  | Giovanni Giolitti |
| 1909                | 995 290 (1er)   | 54,4 | 336 / 508 | 3   | Giovanni Giolitti |

## Sources
- (it) Cet article est partiellement ou en totalité issu de l’article de Wikipédia en italien intitulé « Sinistra storica » (voir la liste des auteurs).